# التلای
التلای (به آلمانی: Altlay) یک شهر در آلمان است که در راینلاند-فالتس واقع شده‌است.

## خصوصیات
التلای ۵٫۷۵ کیلومترمربع مساحت دارد ۳۰۰ متر بالاتر از سطح دریا واقع شده‌است.